# Meknassy (délégation)
Meknassy est une délégation tunisienne dépendant du gouvernorat de Sidi Bouzid.
En 2004, elle compte 22 617 habitants dont 10 974 hommes et 11 643 femmes répartis dans 4 605 ménages et 5 578 logements.